# Pteronymia grandipennis
Pteronymia grandipennis är en fjärilsart som beskrevs av William James Kaye 1918. Pteronymia grandipennis ingår i släktet Pteronymia och familjen praktfjärilar. Inga underarter finns listade.